# Bald Hill
Bald Hill är en kulle i Australien. Den ligger i kommunen Wollongong och delstaten New South Wales, i den sydöstra delen av landet, omkring 45 kilometer sydväst om delstatshuvudstaden Sydney. Toppen på Bald Hill är 106 meter över havet.
Närmaste större samhälle är Engadine, omkring 18 kilometer norr om Bald Hill. Genomsnittlig årsnederbörd är 1 507 millimeter. Den regnigaste månaden är juni, med i genomsnitt 232 mm nederbörd, och den torraste är juli, med 39 mm nederbörd.